# Rocchetta Belbo
Rocchetta Belbo ist eine Gemeinde in der italienischen Provinz Cuneo (CN), Region Piemont.

## Lage und Einwohner
Rocchetta Belbo liegt knapp 80 Straßenkilometer nordöstlich von der Provinzhauptstadt Cuneo und etwa 85 km südöstlich von Turin am Oberlauf des Belbo (Flusssystem des Po) entfernt. Der Ort liegt am Rand der Alta Langa und grenzt an mit einem kleinen Teil an die Provinz Asti. Das Gemeindegebiet umfasst eine Fläche von 4,51 km² und hat 157 Einwohner (Stand 31. Dezember 2023) und zählt damit zu den kleineren Gemeinden in der Provinz Cuneo.
Die Nachbargemeinden sind Castino, Cossano Belbo, Mango und Vesime (Provinz Asti).

## Geschichte

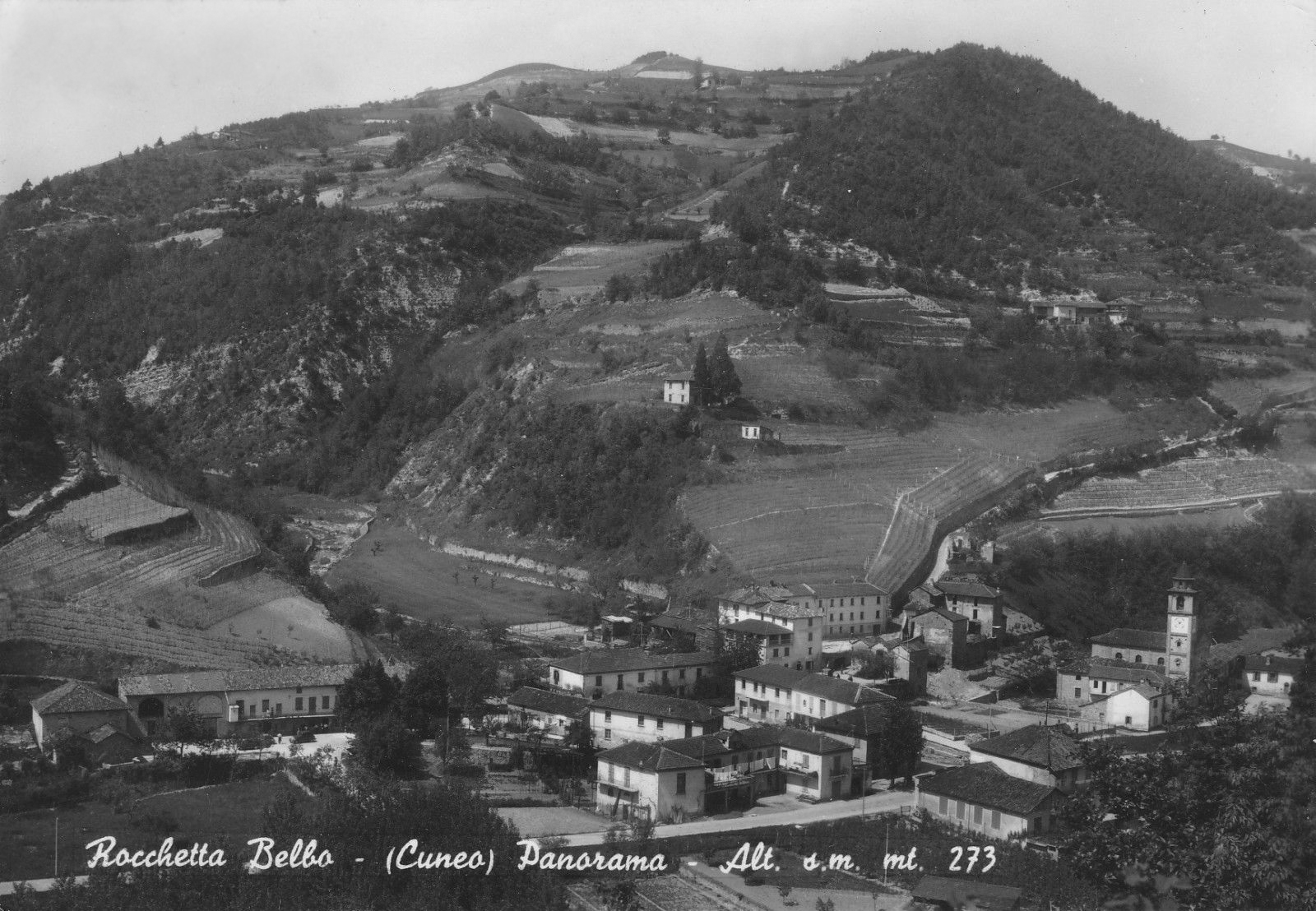
Historische Aufnahme von Rocchetta Belbo

Der Ortsname erscheint in der Dokumentation von 1200 mit „Rocheta“, was eine Verkleinerungsform von „rocca“ darstellen würde. Der Name bezieht sich jedoch auf den Bach, der an den Hängen von Montezemolo entspringt. Jüngste archäologische Funde auf dem Hügelkamm in Richtung San Donato di Mango haben das Vorhandensein römischer Siedlungen in der Gegend. Das von der „Via magistra Langarumi“ geprägte Dorf verfolgte die historischen Ereignisse des Belbotals im gesamten Mittelalter. Unter den historischen Kuriositäten rühmt sich Rocchetta im Jahr 1244, Anfang November, der Reise von Papst Innozenz IV., der nach Frankreich floh, um nicht in die Hände Friedrichs II. zu fallen.
Mit dem Sturz Napoleons und dem Wiener Kongress (1814–1815) endete die Fremdherrschaft im Piemont und König Vittorio Emanuele I. kehrte zurück, gefeiert als die „wahre Gnade Gottes“.
Ein Teil der antiken Stadt wurde 1857 durch eine Überschwemmung zerstört. Solche Überschwemmungen suchten immer wieder die Gemeinde heim, wie auch 1926, 1948, 1968 und 1994.
Aus historisch-architektonischer Sicht interessant ist die große Pfarrkirche, die San Nicolao gewidmet ist. Der Bau ist relativ neu, da er aus der zweiten Hälfte des 19. Jahrhunderts stammt. Die Fassade ist sehr schlicht, aus freiliegendem Sandstein, neoklassizistisch inspiriert, mit einem dreieckigen Tympanon sowohl am Eingangsportal als auch an der Spitze. Auf der linken Seite erhebt sich bündig mit der Fassade der in den gleichen Jahren errichtete Glockenturm.

## Kulinarische Spezialitäten
In Rocchetta Belbo werden Reben für den Dolcetto d’Alba, einen Rotwein mit DOC-Status angebaut. Die Beeren der Rebsorten Spätburgunder und Chardonnay dürfen zum Schaumwein Alta Langa verarbeitet werden. Die Muskateller-Rebe für den Asti Spumante, einen süßen DOCG-Schaumwein mit geringem Alkoholgehalt sowie für den Stillwein Moscato d’Asti wird hier ebenfalls angebaut.